# Watch My Dying
A Watch My Dying egy magyar death metal és thrash metal elemeket ötvöző együttes, amely 1999 májusában alakult Esztergomban. A zenekar a 2000-es években a magyar extrém metal színtér meghatározó alakja lett első két albumával: Klausztrofónia (2004), Fényérzékeny (2006).
2015-ben a legnagyobb hatású magyar metal-albumok listáján a 3. helyre került a Watch My Dying Klausztrofónia című albuma. 

## Története
1999-ben Esztergom környéki fiatalok létrehozták a Watch My Dyingot. A stílusukat ők maguk a death metal és a thrash metal ötvözésének írják le, technikás elemekkel vegyítve.
2000 májusában megjelent az első demójuk, a Rendszerhiba, saját kiadásban. Még ebben az évben beneveztek a Pepsi Generation Nexxt tehetségkutatóra, ahol rockkategóriában a negyedikek lettek. 2002 novemberében megjelent a következő demójuk, a Húsmágnes, újfent magánkiadásban, melyet a média kedvező kritikával fogadott. Ezután egy 11 állomásból álló turné következett, amely keretében Pozsonyban is felléptek. Ezek után 2003-ban és 2004-ben olyan zenekarokkal léptek fel, mint például a Dew-Scented, Stampin’ Ground vagy az Opeth.
2004. november 5-én megjelent a Klausztofónia, a Bakery Stúdió gondozásában. Ezt követően 2005 márciusában meghívást kaptak a Metal Mania Fesztiválra, ahol olyan csapatokkal léptek fel, mint a Cradle of Filth, The Haunted, Apocalyptica, Katatonia, és a Moonspell, na és persze a hazai nagy zenekarok. Még abban a hónapban elkészült az első klipje a csapatnak, az Idomtalan című számához. 2005 novemberében pedig a Nicht vor dem Kind klipje is elkészült. Illetve ebben a hónapban továbbjutottak az ABC Tehetségkutatón a budapesti helyszínről a bécsi megmérettetésre. 2005. november 11-én megrendezésre került az I. Stagediving Fesztivál, Budapesten, amely a Watch My Dying főszereplésével sorozattá nőtte ki magát az évek folyamán. 2006 februárjában negyedik helyezettek lettek az ABC Tehetségkutató bécsi elődöntőjén. 2006 tavaszán koncerteztek Pozsonyban, Zentán, illetve májusban a II. Stagediving Fesztivál is megrendezésre került. 2006. július 19–20-án megszerveződött az I. WMD-Days, a WMD saját kétnapos rendezvénye, Solymáron.
2006. november 10-én megjelent szerzői kiadásban a Fényérzékeny, a Watch My Dying második albuma, amelynek a keverését és masterizálását Jocke Skog (Clawfinger) végezte Stockholmban. Még aznap lemezbemutató a Kultiplexben, a III. Stagedivingon. 2007 tavaszán a IV. Stagediving és turnék voltak, a Metal Mania a Testament, a My Dying Bride és a Korpiklaani társaságában. 2007. július 18–19-én II. WMD-Days is megrendezésre került, olyan fellépőkkel, mint a Mantra, az Angelus vagy a Septic, újfent Solymáron volt a fesztivál. 2008. február 1-jén V. Stagediving Fesztiválon is felléptek, az A38 Hajón, DVD- és klipfelvétel is történt. 2008. április 1-jén debütált a zenekar negyedik klipje, a Sztereotip amely a februári Stagediving Feszten készült. 2008 májusában felkérték a zenekart a Tankcsapda MTV Icon műsorban való részvételre a Bárány és a Lopott könyvek dalokkal, augusztus 2-án fel is léptek, több mint 6.000 ember előtt. Videót is készítettek róla, az MTV is többször játszotta. 2008. augusztus 8–9-én volt a III. WMD-Days, új helyen, Csolnokon.
2008 őszén a turnézás közben elindultak a demózások, majd a próbák és végül a felvételek a harmadik nagylemezhez, amely címe: Moebius. 2009. január 10-én a VI. Stagediving Fesztiválon léptek fel. 2009 májusában megjelent az 50 perc hosszúságú Moebius, A Film, amely a Moebius felvétele folyamán felvett anyagokból készült, a film ingyen letölthető. 2009. június 12-én hét hónapos megfeszített munka után megjelent a Watch My Dying harmadik albuma, a Moebius, a szerzői kiadású nagylemez, amely digipack csomagolásban került kiadásra. 2009. augusztus 7–8-án volt a IV. WMD-Days, a Cadaveres, a Bloodiest és a Slytract társaságában, Csolnokon. 2009. szeptember 19-én a VII. Stagediving Fesztiválon is felléptek. 2009. december 23-án megjelent a digitálisan, ingyen beszerezhető -1 EP, amely 15 dalt tartalmaz, a Moebius felvételekor készült, még ki nem adott stúdiófelvételeket, koncertfelvételeket, demókat és remixeket tartalmaz. 2010 tavasza az első lépések az európai koncertezés terén. A fellépések többek között Londonban, Berlinben és Aradon voltak, a Paprika Rocks! Tour keretén belül. 2010 nyara: jótékonysági fellépés a Dürer Kertben az árvízkárosultak megsegítéséért, illetve részt vettek a Thanks Jimi magyarországi fellépésein, amely keretén belül a zenekar átdolgozta Hendrixtől a Foxy Ladyt és a Manic Depressiont 2010. július 24-én egynapos WMD-Day volt, Dorogon, slam poetry fellépéssel és közös főzéssel megfűszerezve. 2010. október 22. VIII. Stagediving Fesztiválon léptek fel a budapesti, Dürer Kertben. Eddig ekkor volt a legmagasabb a nézőszám a Cadaveres és a Blind Myself társaságában. 10 évvel később, 2020-ban helycsere történt, miszerint Szanics Richárd kilépett az együttesből, ekkor csatlakozott a csapathoz Potkovácz Márk.

## Tagok
Jelenlegi felállás
- Veres Gábor – ének (1999–napjainkig)
- Eszenyi Imre – basszusgitár (1999–napjainkig)
- Bori Sándor – ritmusgitár (2003–napjainkig)
- Szabó Viktor – szólógitár (2011–napjainkig)
- Potkovácz Márk – dobok (2020–napjainkig)

Korábbi tagok
- Maros László – gitár (1999–2003)
- Diószegi Dominik – gitár (1999–2000)
- Biber Gergő – dobok (1999)
- Bótyik Árpád – dobok (1999–2000)
- Bordás Zoltán – dobok (2001–2007)
- Bótyik Attila – gitár (2001–2002)
- Farkas György – gitár (2004–2005)
- Kovács Attila – gitár (2005–2009)
- Garcia Dávid – dobok (2007–2012)
- Maczák Márk – dobok (2013–2016)
- Szanics Richárd – dobok (2017–2020)

## Diszkográfia
Stúdióalbumok
- Rendszerhiba (EP, 2000)
- Húsmágnes (EP, 2002)
- Klausztrofónia (album, 2004)
- Fényérzékeny (album, 2006)
- Moebius (album, 2009)
- -1 (EP, 2009)
- 4.1 (EP, 2013)
- 4.2 (EP, 2016)
- Egyenes kerülő (2024)

Egyéb kiadványok
- Fleshmagnet (2003) a Húsmágnes EP angol változata
- Here We Go/Claustrophony (2005) split a Szeg együttessel

## További információ
- http://www.watchmydying.com
- https://www.facebook.com/WatchMyDying/info